# Ballada o Renie (Tetmajer)
Ballada o Renie – utwór Kazimierza Przerwy-Tetmajera. Utwór składa się ze strof czterowersowych pisanych wierszem amfibrachicznym. Dwa pierwsze wersy są jedenastozgłoskowe, czterostopowe katalektyczne (sSssSssSssS), wers trzeci jest dwunastozgłoskowy z rymem wewnętrznym (sSssSssSssSs), a wers trzeci ośmiozgłoskowy, trójstopowy katalektyczny (sSssSssS). Zwrotki rymują się w parach a/a/bb/c d/d/ee/c. Całość liczy piętnaście zwrotek.
Co rano, gdy z powiek jej zgarnął się sen,
Dziewczyna z tej wioski zbiegała nad Ren,
Gdzie słońcem, co padło w wód szklannych zwierciadło
Nurt wolny zielenił się lśniąc.
I ciszej i ciszej Ren szumiał i bieg
Wstrzymywał fal swoich, gdy weszła na brzeg,
I lekka i biała w bieliźnie świetlała
Objęta w blask złoty dwu słońc.
Utwór należy do poezji miłosnej i kończy się tragicznie.